# Зубалев, Владимир Степанович
Владимир Степанович Зубалев (род. 21 октября 1955, Красноярск) — государственный деятель, депутат Государственной думы четвёртого созыва.

## Биография
В 1978 году окончил Красноярский политехнический институт. В 1991 году окончил Сибирский социально-политический институт.

### Депутат госдумы
6 июня 2007 года получил мандат депутата ГД, освободившийся после избрания Сергиенко Валерия Ивановича депутатом Законодательного Собрания Красноярского края. Член Комитета Государственной Думы по природным ресурсам и природопользованию.
Член политической партии «Народный Союз».

### Работа в Республике Тыва
С 22 октября 2008 по 5 мая 2010 года работал заместителем  
министра    промышленности    и    энергетики Республики   Тыва.

### Работа в Эвенкии
С 2016 по 2020 год жил и работал в Эвенкийском муниципальном районе Красноярского края. 
- 2016-2017 — Советник Главы ЭМР
- в 2017 году — Заместитель руководителя  МУ «Управление автомобильных дорог по Эвенкийскому муниципальному району»
- 2017-2018 — Советник Главы ЭМР
- 2018-2020 — Заместитель руководителя — начальник отдела поддержки и взаимодействия с МСУ в Байкитской группе поселений района
- март-апрель 2020 — директор МУП «Коммунальник» с. Байкит.
- апрель-декабрь 2020 — Советник Главы ЭМР
- В сентябре 2021 года был кандидатом в депутаты Законодательного Собрания Красноярского края IV созыва по Эвенкийскому округу от партии Справедливая Россия. Избран не был.